# ルキウス・リキニウス・ルクッルス (紀元前151年の執政官)
ルキウス・リキニウス・ルクッルス（ラテン語: Lucius Licinius Lucullus、生没年不詳）は紀元前2世紀中頃の共和政ローマの政治家・軍人。紀元前151年にコンスル（執政官）を務めた。

## 出自
ルクッルスはプレブス（平民）であるリキニウス氏族の出身である。祖先のガイウス・リキニウスとプブリウス・リキニウスは紀元前493年に最初の護民官となっており、紀元前367年にはガイウス・リキニウス・ストロがリキニウス・セクスティウス法を制定してプレブスにも執政官への道を開き、紀元前364年には自身が氏族最初の執政官となった。しかし、その後1世紀半、リキニウス氏族の活躍は伝えられおらず、紀元前236年になってガイウス・リキニウス・ウァルスが執政官に就任している。
リキニウス・ルクッルス家は、他の枝族と同様に紀元前3世紀の終わり頃から、高位官職者を出すようになった。その最初の人物は紀元前202年にアエディリス・クルリス（上級按察官）となったルキウス・リキニウス・ルクッルスである。コグノーメン（第三名、家族名）のルックルスの由来は知られていない。2世紀の文法学者セクストゥス・ポンペイウス・フェストゥスは、イリュリアからイタリアに移住したペリギン族の指導者の名前に由来するとしていいる。フロンティヌスはローマ近くのルクッロ平原を示唆しており、トゥスクルムからの移住者と考えている。ルクッルス家とリキニウス氏族の他の枝族との関係も不明である。しかし、キケロの書簡から判断して、ルクッルス家とリキニウス・ムレナエ家の関係は、紀元前1世紀半ばまでは続いていたようだ。
紀元前150年ころまではルクッルスはあまり裕福ではなかった。父と祖父のプラエノーメン（第一名、個人名）はカピトリヌスのファスティの該当部分が欠落してしまっているため不明である。このため、ルクッルスの父祖に関してはいくつかの説がある。一つは紀元前196年の護民官ガイウス・リキニウス・ルクッルスの子供または孫であるとするもの。他の説では、父は紀元前186年のプラエトル（法務官）ルキウス・リキニウス・ルクッルス、祖父は紀元前202年の上級按察官とする。またこの上級按察官を祖父ではなく父とする説もある。何れにせよ、父祖に執政官はいないため、ルックルス自身はノウス・ホモ（新人）とみなすことができる。

## 経歴

### 執政官就任
ウィッリウス法の規定（法務官から執政官まで最低3年開ける）から逆算して、ルクッルスは紀元前154年以前に法務官に就任したはずである。しかし、実際に現存する資料で確認できるのは紀元前151年に執政官に就任したときである。同僚のパトリキ（執政官は）アウルス・ポストゥミウス・アルビヌスであった。
この頃、ローマはヒスパニアのケルティベリア人と大規模な戦争を繰り広げていた。紀元前152年、ヒスパニア・キテリオルの担当となった執政官マルクス・クラウディウス・マルケッルスはケルティベリアと妥協的な講和条約を結んだが、元老院はこれを不服として批准せず、マルケッルスに戦闘を継続するように命じた。しかし、マルケッルスがこの命令に従わず、再び交渉を行っていることが分かったため、元老院は彼にプロコンスル（前執政官）の資格を与えず、新しい執政官を派遣することとした。派遣される執政官がどのようにして決定されたかは不明である。ドイツの歴史学はG.サイモンは、執政官本人に選択権があったと考えている。くじ引きでも良いし、あるいは話し合いでも良い。結果として、ルクッルスがヒスパニア・キテリオルを担当することとなったが、これは彼にとって望むところであった。
任地に赴くに当たり、ルクッルスは増援軍を編成する必要があったが、極めて大きな困難にぶつかった。既にケルティベリア人の精強さと、ローマ軍が何度も敗北したことは知れ渡っており、市民はあらゆる手段を使って徴兵から逃れようとしたのだ。ポリュビオスは、「若者たちが兵役を拒否するための口実を探したことは恥ずべきことであり、卑怯で弁護のしようがない」としている。軍の幕僚すらも、通常は各ポジションに複数の応募があるのだが、十分に確保できないという有様だった。
このような状況のかな、ルクッルスとアルビヌス（彼も徴兵に協力していた）は告訴された。徴兵された兵の役割分担が恣意的で問題があるというのが理由であった。この起訴は民会でなされ、両執政官は一時的にではあるが逮捕された。この危機を打開するため、兵の配属はくじ引きによって決定することとなった。この苦境を救ったのは、若いパトリキであるスキピオ・アエミリアヌス（この時点ではクアエストル（財務官）経験者に過ぎなかった）の行動であった。アエミリアヌスは自分がレガトゥス（軍団副司令官）あるいはトリブヌス・ミリトゥム（高級幕僚）としてヒスパニアに出征する準備ができていると宣言したが、これがきっかけで高貴な家の若者達が志願してきたのだ。

### ヒスパニア・キテリオル
軍の編成に時間がかかったため、ルクッルスの出発は通常より遅れ、4月となった。したがって、戦場となっていたヒスパニア内陸部への到着は、5月の終わりとなった。この頃までに、現地の状況は一変していた。マルケッルスは敵に勝利し、ローマに有利な条件で講和を結んでいた。ルクッルスはヒスパニアに上陸した時点ではまだこの報告を受けていなかった。彼はマルケッルスから軍を引き継ぎ、自身が連れてきた兵員を合わせ3万人の大軍を指揮下においた。
マルケッルスが既に成功を収めていたにもかかわらず、ルクッルスはヒスパニアで勝利して名声を得ることを望んだ。このため、ルクッルスは新たな戦争を始めたのである。まず、親ローマの部族であるウァッカエイ族を攻撃し、カルペタニ族をも攻撃すると宣言した。ルクッルスは3つの城壁都市を攻めた。まずカウカを攻撃したが、カウカ側が矢を撃ち尽くし、講和を求めてきた。ルクッルスはまず銀100タレントとアウクシリア（同盟軍）への騎兵の派遣を要求し、その後ローマ軍のカウカ駐屯を求めた。カウカはその条件を飲んだが、ルクッルスはローマ兵を入城させると、全住民の殺害を命じた。住民2万のうち、脱出できたのはほんの一握りであった。アッピアノスによれば、この日のルクッルスの行いは「ローマ人の名を恥と不名誉で覆うもの」であった。
ローマ軍の接近を知ったケルティベリア人は焦土作戦を実施し、ローマ軍が食料を現地調達できないようにした。ルクッルスはカウカに続いて、約120キロメートル離れたインテルカティアを包囲したが、そこには22,000の守備兵がいた。ルクッルスはインテルカティアに講和条約の締結を求めたが、インテルカティア側は「ルクッルスがウァッカエイに対して行ったことを思い出させ、そのときも同じような言葉を使ったのか」とルクッルスを侮辱した。包囲戦は再開されたが、双方ともに食料の不足に苦しみ、ローマ軍には包囲戦に伴う過労も加わった。ようやく一部に突破口を開き、スキピオ・アエミリアヌスを先頭に突入したが、防御側に押し戻されて突破口も塞がれてしまった。その後アエミリアヌスの言を入れ、いくらかの家畜と1万枚のマントを提供するという寛大な条件で講和を結んだ。ルックルスは金も銀も得ることはできなかった。
その後、ルクッルスは幕僚の反対にもかかわらずパランティアを包囲した。パランティアの守備兵は勇敢なだけでなく、他の街からも多くが救援にかけつけていた。また敵の騎兵部隊の活動のためにローマ軍は再び食糧不足に直面し、退却を余儀なくされた。退却開始から少なくとも二日間敵の追撃に対応するために方陣を組む必要があった。冬が近づくとローマ軍はトゥルドゥリに移動し、そこで冬営した。ルクッルスはプロコンスル（前執政官）として翌紀元前150年もインペリウム（軍事指揮権）を維持した。
冬営中にもかかわらず、ルクッルスはルシタニア人に対する作戦を開始しなかればならなかった。ルシタニア人はケルティベリア人に呼応してローマに反乱し、法務官でヒスパニア・ウルテリオル属州総督であったセルウィウス・スルピキウス・ガルバに勝利し、略奪を行っていた。ルクッルスはトゥルドゥリを攻撃してきたルシタニア軍を撃退し、4,000人を殺害した。さらには分遣隊をヘラクレスの柱（ジブラルタル海峡）に派遣し、そこでも勝利しルシタニア軍を降伏させた。「数え切れないほど」が捕虜となり、奴隷として売り払われた。その後、ルクッルスはルシタニア人の土地に侵攻し、北部を略奪した。ガルバも南部で略奪を行った。
ルクッルスのインペリウムは延長されなかったため、紀元前150年中にローマに戻った。彼のヒスパニアでの行動は、G.サイモンによれば、「混乱を招くもの」ではあったが、責任は問われなかった。ルクッルスが奴隷の売却で得た資金を幕僚や兵士たちに直ぐに分配したことも一役買ったと考えられる。ミュンツァーは元老院の許可を得ずに開戦したことで告訴された可能性を示唆しているが、だとしても有罪判決を受けることはなかった。

### その後
ローマに戻ったルクッルスは、ローマ市内のウェラブルム谷にフォルトゥーナ神殿を建立することを誓った。ルクッルスはルキウス・ムンミウス・アカイクスに対して、神殿が完成するまでコリントスで奪った戦利品の中からいくつかの像を飾って欲しいと依頼した。しかし一度神殿が完成すると、ルクッルスはその像を神殿に奉納してしまった。アカイクスがその件をルクッルスに問いただすと、彼は「そうしたいのであれば、女神への奉納物を持ち去ってくれ」と答えた。アカイクスは結局何も求めなかったが、ストラボンによれば、この行動はアカイクスの名誉をルクッルスより大きなものとした。カッシウス・ディオはこの話をアカイクスのケンソル（監察官）時代の話に関連させているので、この出来事は紀元前142年のことと推定される。

## 評価
ルクッルスのヒスパニアでの活動を伝える主たる資料はアッピアノスの『ローマ史』である。この本はポリュビオスの影響を受けているため、ルクッルスに対する評価は厳しい。ルクッルスは、スキピオ・アエミリアヌスと比較して残酷で、貪欲で、不名誉な人物と描かれている。ティトゥス・リウィウスの『ローマ建国史』の該当部分の本文は散逸しており、要約が残るのみだが、ルクッルスの活動に対しては肯定的である。二十世紀の研究者たちは、アッピアノスの評価に同意している。

## 子孫
ルクッルスには同姓同名の息子がおり、その息子はその時代に最も影響力のあったローマの代表的な家族であるカエキリウス・メテッルス家の女性と結婚したが、法務官止まりであった（紀元前108年）。しかし、その息子二人は執政官に就任している。紀元前74年のルキウス・リキニウス・ルクッルスと紀元前73年のマルクス・テレンティウス・ウァッロ・ルクッルスである。紀元前42年のフィリッピの戦いでルクッルス家がついたオプティマテス（門閥派）はアウグストゥスやマルクス・アントニウスに敗れ、ルクッルス家も滅亡した。
また、紀元前110年の護民官プブリウス・リキニウス・ルクッルスはルクッルスの息子という説もある。

## 参考資料

### 古代の資料
- アッピアノス『ローマ史』
- カピトリヌスのファスティ
- カッシウス・ディオ『ローマ史』
- ティトゥス・リウィウス『ローマ建国史』
- オロシウス『異教徒に反駁する歴史』
- ポリュビオス『歴史』
- ストラボン『地理誌』
- マルクス・トゥッリウス・キケロ『アッティクス宛書簡』
- セクストゥス・ユリウス・フロンティヌス『水道書』

### 研究書
- Korolenkov A. Mark Claudius Marcellus and the end of the first stage of the Numantine war // Ancient world and archeology . - 2013. - No. 13 . - S. 88-99 .
- Simon G. The Wars of Rome in Spain. - M .: Humanitarian Academy, 2008. - 288 p. - ISBN 978-5-93762-023-1 .

Trukhina N. Politics and Politics of the "Golden Age" of the Roman Republic. - M .: Publishing House of Moscow State University, 1986. - 184 p.
- Broughton R. Magistrates of the Roman Republic. - New York, 1951. - Vol. I. - P. 600.
- Münzer F. Licinii Luculli // Paulys Realencyclopädie der classischen Altertumswissenschaft . - 1926. - Bd. XIII, 1. - Kol. 372.
- Münzer F. Licinius // Paulys Realencyclopädie der classischen Altertumswissenschaft . - 1926. - Bd. XIII, 1. - Kol. 214-215.
- Münzer F. Licinius 99 // Paulys Realencyclopädie der classischen Altertumswissenschaft . - 1926. - Bd. XIII, 1. - Kol. 372.
- Münzer F. Licinius 101 // Paulys Realencyclopädie der classischen Altertumswissenschaft . - 1926. - Bd. XIII, 1. - Kol. 373.
- Münzer F. Licinius 102 // Paulys Realencyclopädie der classischen Altertumswissenschaft . - 1926. - Bd. XIII, 1. - Kol. 373-375.
- Münzer F. Licinius 103 // Paulys Realencyclopädie der classischen Altertumswissenschaft . - 1926. - Bd. XIII, 1. - Kol. 375-376.
- Münzer F. Licinius 104 // Paulys Realencyclopädie der classischen Altertumswissenschaft . - 1926. - Bd. XIII, 1. - Kol. 376-414.
- Münzer F. Licinius 109 // Paulys Realencyclopädie der classischen Altertumswissenschaft . - 1926. - Bd. XIII, 1. - Kol. 414-418.
- Münzer F. Licinius 110 // Paulys Realencyclopädie der classischen Altertumswissenschaft . - 1926. - Bd. XIII, 1. - Kol. 418-419.